# Giro delle Fiandre 1944
Il Giro delle Fiandre 1944, ventottesima edizione della corsa, fu disputato il 2 aprile 1944, per un percorso totale di 224 km. Fu vinto dal belga Rik van Steenbergen, al traguardo con il tempo di 6h23'00", alla media di 35,090 km/h, davanti ai connazionali Briek Schotte e Joseph Moerenhout.
I ciclisti che partirono da Gand furono 103; coloro che tagliarono il traguardo furono 34 (tutti belgi).

## Ordine d'arrivo (Top 10)
| Pos. | Corridore           | Squadra            | Tempo    |
| ---- | ------------------- | ------------------ | -------- |
| 1    | Rik van Steenbergen | Trialoux-Wolber    | 6h23'00" |
| 2    | Briek Schotte       | Helyett-Hutchinson | s.t.     |
| 3    | Joseph Moerenhout   | Dilecta-Wolber     | s.t.     |
| 4    | Frans Sterckx       | Michard-Hutchinson | s.t.     |
| 5    | Frans Bonduel       | Dilecta-Wolber     | s.t.     |
| 6    | Frans van Hellemont | -                  | s.t.     |
| 7    | Célestin Riga       | Dilecta-Wolber     | s.t.     |
| 8    | Albert Hendrickx    | Michard-Hutchinson | s.t.     |
| 9    | Marcel Kint         | Mercier-Hutchinson | s.t.     |
| 10   | Georges Claes       | Trialoux-Wolber    | a 1'05"  |